# مارك راي
مارك راي (2 أكتوبر 1952 في أستراليا - ) (بالإنجليزية: Mark Ray)‏ هو لاعب كريكت أسترالي. لعب مع فريق تسمانيا للكريكت وفريق جنوب ويلز الجديد للكريكت ‏.

## وصلات خارجية
- مارك راي على موقع إي آس بي آن كريك إنفو (الإنجليزية)